# Google Play Music
Google Play Музыка — закрытый в 2020 году сервис потокового вещания музыки и подкастов и онлайн-хранилище для музыки, которым управлял Google. Он был анонсирован 10 мая 2011 года, и после шестимесячного бета-периода, основанного на приглашениях, стал доступен широкой публике 16 ноября.
Пользователи со стандартными учётными записями могли бесплатно загружать и слушать до 50 000 песен из своих личных библиотек. Подписка «Всё включено», продаваемая в сочетании с YouTube Premium, давала пользователям возможность потокового воспроизведения любой песни в каталоге Google Play Music по требованию. Пользователи могли приобретать дополнительные треки для своей библиотеки через раздел музыкального магазина Google Play. Помимо предоставления потоковой передачи музыки для устройств, подключенных к Интернету, мобильное приложение Google Play Music позволял сохранять и слушать музыку в автономном режиме.
Работа сервиса была прекращена 3 декабря 2020 года, на смену ему пришёл сервис YouTube Music.

## Особенности

### Стандартная учетная запись
Сервис Google Play Музыка бесплатно предоставлял всем пользователям хранилище до 50 000 файлов. Пользователи могли слушать песни через веб-плеер службы и мобильное приложение. Служба сканировала коллекцию пользователя и сопоставляла файлы с дорожками в каталоге Google, которые затем могли передаваться или загружаться со скоростью до 320 Кбит/с. Любые файлы, которые не сопоставлены, загружались на серверы Google для потоковой передачи или повторной загрузки. Песни, приобретенные через Google Play Маркет, не учитывали ограничение на 50 000 песен.
Поддерживаемые форматы файлов для загрузки включали: MP3, AAC, WMA, FLAC, OGG и ALAC. После преобразования файлы могли весить до 300 МБ.
Песни можно было загрузить в мобильное приложение для офлайн-прослушивания.

### Премиум пользователи
Благодаря платной подписке на Google Play Музыка в дополнение к стандартным функциям пользователи получали доступ к потоковой передаче по запросу 40 миллионов песен без рекламы во время прослушивания. Для новых пользователей предлагалась разовая 30-дневная бесплатная пробная версия для подписки на Google Play Музыку.

### Платформы
На компьютерах музыку можно было прослушать в специализированном разделе Google Play Музыки на веб-сайте Google Play.
На смартфонах и планшетах музыку можно было прослушать через мобильное приложение Google Play Музыка для операционных систем Android и iOS. Для доступа к библиотеке в Google Play Музыке можно было использовать до пяти смартфонов и до десяти устройств.